# Ист-Провиденс
Ист-Провиденс (англ. East Providence) — город в округе Провиденс, штат Род-Айленд, США. Население по данным переписи 2010 года — 47 037 человек, что делает Ист-Провиденс пятым по величине городом штата.

## География
По данным Американского бюро переписи населения, общая площадь города составляет 43,0 км², в том числе 34,7 км² — суша и 8,3 км² — водные пространства.

## Население
Согласно данным переписи населения 2000 года, в городе насчитывалось 48 688 жителей, 20 530 отдельных домашних хозяйств и 12 851 семья. Плотность населения, таким образом, составляла 1401,8 человек на км². Расовый состав населения города был таким: 86,49 % — белые; 5,02 % — афроамериканцы; 0,46 % — коренные американцы; 1,15 % — азиаты; 0,05 % — уроженцы островов Тихого океана; 2,80 % — представители других рас и 4,03 % — представители двух и более рас. 1,89 % населения определяли своё происхождение как испанское (латиноамериканское).
Из 20 530 домохозяйств на дату переписи 27,1 % имели детей; 46,3 % были женатыми парами. 32,4 % домашних хозяйств было образовано одинокими людьми, при этом в 14,6 % домохозяйств проживал одинокий человек старше 65 лет. Среднее количество людей в домашнем хозяйстве составляло 2,33; средний размер семьи — 2,99 человек.
Возрастной состав населения: 21,7 % — младше 18 лет; 7,4 % — от 18 до 24 лет; 29,4 % — от 25 до 44 лет; 22,6 % — от 45 до 64 лет и 18,9 % — 65 лет и старше. Средний возраст населения — 40 лет. На каждые 100 женщин приходится 86,8 мужчин. На каждые 100 женщин в возрасте старше 18 лет — 82,6 мужчин.
Средний доход на одно домашнее хозяйство составляет $39 108; средний доход на семью — $48 463. Средний доход на душу населения — $19 527.
Динамика численности населения города по годам:
| 1930   | 1940   | 1950   | 1960   | 1970   | 1980   | 1990   | 2000   | 2010   |
| ------ | ------ | ------ | ------ | ------ | ------ | ------ | ------ | ------ |
| 29 995 | 32 165 | 35 871 | 41 955 | 48 207 | 50 980 | 50 380 | 48 688 | 47 037 |